# Maureen Dragone
Maureen Dragone (* 20. Januar 1920 in Phoenix, Arizona als Maureen Laing; † 8. Februar 2013 in Los Angeles, Kalifornien) war eine US-amerikanische Journalistin und Autorin. Sie war eines der langjährigsten Mitglieder der Hollywood Foreign Press Association, die die jährlichen Golden Globe Awards präsentieren. 1978 gründete sie die Young Artist Association, die die Young Artist Awards vergibt.

## Leben
Maureen Dragone wurde im Januar 1920 als Maureen Laing in Phoenix, der Hauptstadt des US-Bundesstaates Arizona, geboren. Im Alter von zehn Jahren zog sie zusammen mit ihren Eltern nach North Hollywood, Kalifornien, wo sie die North Hollywood High School besuchte. Ihr Vater, ein kanadischer Veteran aus dem Ersten Weltkrieg, Captain Alfred Benson Laing, war ein Verfasser für Fachzeitschriften und ihre Mutter, Nora Laing, war eine Korrespondentin für zahlreiche internationale Publikationen und Mitbegründerin der Hollywood Foreign Press Association (HFPA). Gespräche über die Bildung der HFPA, die 1944 die ersten Golden Globe Awards verlieh, sollen am Esstisch in ihrem Elternhaus stattgefunden haben.
Sie war bis zu seinem Tod 1986 mit Michael Dragone verheiratet und wurde Mutter zweier Kinder. 1987 wurde sie die Partnerin von Dan Kitchel, mit dem sie die nächsten 25 Jahre, bis zu ihrem Tod im Jahr 2013, verbrachte. In einer ihrer letzten Aussagen wurde sie mit den Worten zitiert: „Ich tat alles, was ich jemals tun wollte, und tat es auf meine Weise.“ (Original: „I did everything that I ever wanted to do, and did it my way.“) Dragone starb nach kurzer Krankheit am 8. Februar 2013 in einem Pflegeheim in Los Angeles. Nach ihrem Tod wurde auf der Website der Golden Globes eine Widmung an sie gepostet. Die Young Artist Association hielt bei ihrer Verleihung der Young Artist Awards 2013 einen Tribut zu ihrer Ehre ab.

## Karriere
Dragone schrieb für zahlreiche internationale Zeitungen und Zeitschriften und ihr wurde nachgesagt, dass sie Hunderte von Prominenten im Laufe ihrer Karriere interviewt habe. Sie war für mehr als 50 Jahren ein Mitglied der Hollywood Foreign Press Association und wurde als „anerkannte Historikerin“ der HFPA angesehen. Im Jahr 2005 verfasste sie das Buch Who Makes the Golden Globes Go Around?, das die Geschichte der HFPA und seiner jährlichen Golden Globe Awards aufzeigt. Vor ihrem Tod, war sie das einzige lebende Mitglied der HFPA, das an allen 70 Golden-Globe-Award-Verleihungen teilgenommen hatte, und wurde mit einer „lebenslangen Mitgliedschaft“ geehrt.
1978 gründete Dragone die Youth in Film Association, heute als Young Artist Association bekannt, welche die jährlichen Young Artist Awards vergeben, um spezifisch die herausragenden Leistungen von Kinder- und Jugendschauspieler zu erkennen, die innerhalb der Entertainment-Industrie sonst für andere Auszeichnungen der Branche übersehen werden, wenn sie neben ihren erwachsenen Kollegen beurteilt werden. Die Association sponsert auch die Young Artist Foundation. Diese stellt Stipendien für vielversprechende junge Schauspieler bereit, welche die nötigen finanziellen Anforderungen nicht erbringen könnten.